# Pushback (Grenze)
Pushback (englisch für „Zurückdrängung“; alternative Schreibweise: Push-Back) ist ein Begriff für staatliche Maßnahmen, mit denen Flüchtlinge und andere Migranten meist unmittelbar nach Grenzübertritt zurückgeschoben werden. Im Hinblick auf die Europäische Menschenrechtskonvention und den völkerrechtlichen Grundsatz der Nichtzurückweisung werden diese Maßnahmen häufig als illegal betrachtet und vom Europarat und anderen Organisationen kritisiert.
Der Ausdruck ist umstritten. Die „Sprachkritische Aktion Unwort des Jahres“ wählte Pushback zum Unwort des Jahres 2021 und monierte, der Begriff verharmlose das Vorgehen, Flüchtlinge am Wahrnehmen ihres Grundrechts auf Asyl zu hindern.

## Einordnung
Im Zusammenhang mit den EU-Außengrenzen bedeutet Push-Back das (häufig gewaltsame) Zurückdrängen aus dem Schengen-Raum durch die jeweilige Grenzpolizei. Es ist umstritten, in welchen Fallkonstellationen dies legal bzw. illegal ist.
In Deutschland wird diese Formulierung unter anderem im Zusammenhang mit Aktionen der europäischen Grenzschutzagentur Frontex oder Grenzpolizeieinheiten der europäischen Länder gebraucht. Die Debatte dreht sich dabei um die Frage, ob eine Zurückweisung an einer EU-Außengrenze (zuweilen auch an einer -Innengrenze, z. B. von Deutschland oder Österreich) bereits die Verletzung des Grundsatzes der Nichtzurückweisung bedeutet oder nicht.
Während das Push-Back in Australien gängige Praxis im Umgang mit Bootsflüchtlingen ist, ist es in Europa rechtlich teilweise umstritten. EU-Recht und die Genfer Flüchtlingskonvention beinhalten ein Verbot der Zurückweisung in Staaten, in welchen Verfolgung oder unmenschliche Behandlung drohen.
Vom Push-Back abzugrenzen ist das Pull-Back, bei dem Flüchtlinge an der Ausreise aus ihrem Heimatland oder einem Transitland gehindert oder nach Ausreise ohne vorheriges Asylverfahren umgehend wieder in ihre Herkunftsländer oder ein Transitland rückverbracht werden, oft von den Behörden ebendiesen Landes.
Im Zuge der Migrationskrise an der Grenze zwischen Belarus und der Europäischen Union verabschiedete das Parlament Polens Maßnahmen, die nach Ansicht mehrerer Organisationen Pushback erlauben. Dazu gehört das unmittelbare Zurückführen über die illegal übertretene Grenze auf Beschluss des örtlichen Grenzschutzchefs. Nach dem Parlamentsbeschluss können Grenzschützer nach polnischem Recht selbst entscheiden, ob sie den Schutzsuchenden die Chance auf einen Asylantrag gewähren.

## Rechtliche Einordnung
Aus dem Prinzip der territorialen Souveränität folgt, dass Staaten grundsätzlich frei entscheiden können, ob und welchen Ausländern sie eine Einreise ermöglichen. Hieraus folgt die Befugnis, illegale Grenzübertritte zu verhindern und gegebenenfalls rückgängig zu machen. Allerdings hat dieser Grundsatz mit der Zeit verschiedene Einschränkungen erfahren. So postuliert Art. 33 Abs. 1 der Genfer Flüchtlingskonvention (GFK) das Verbot der Zurückweisung (franz. non-refoulement) in Länder, in denen ein Flüchtling von Verfolgung bedroht ist. Nach verbreiteter Ansicht fallen hierunter nicht nur Abschiebungen, sondern auch Abweisungen an der Grenze. Nach Abs. 2 kann sich jedoch ein Flüchtling hierauf nicht berufen, „der aus schwer wiegenden Gründen als eine Gefahr für die Sicherheit des Landes anzusehen ist, in dem er sich befindet, oder der eine Gefahr für die Allgemeinheit dieses Staates bedeutet, weil er wegen eines Verbrechens oder eines besonders schweren Vergehens rechtskräftig verurteilt wurde.“
In der Praxis des Europäischen Gerichtshofs hat sich zudem eine Rechtsprechung entwickelt, wonach Zurückweisungen auch ohne (politische) Verfolgung einen Verstoß gegen Art. 3 der Europäischen Menschenrechtskonvention (EMRK) begründen können; etwa wenn Folter oder sonstige unmenschliche oder erniedrigende Behandlungen im Zielland drohen. Auch eine sog. Ketten-Abschiebung soll danach unzulässig sein, wenn also nicht unmittelbar im Zielland eine solche Behandlung droht, jedoch durch eine Kette von Ausweisungen der Betroffene schlussendlich in einen Staat abgeschoben wird, auf welchen die Voraussetzungen des Art. 3 EMRK bzw. Art. 33 Abs. 1 GFK zutreffen. Dabei ist ein Pushback dann in der Regel dann nicht angebracht, wenn es ohne Verschulden des Betroffenen zu keiner individuellen Prüfung der Folgen eines solchen Vorgehens gekommen ist, jedoch vertretbare Argumente für eine unmenschliche oder erniedrigende Behandlung im Falle der Zurückweisung vorgebracht wurden.
Schließlich kennt Art. 4 des 4. Zusatzprotokolls zur EMRK ein Verbot der Massenausweisung (engl. mass-expulsion). Push-Backs sind im Kontext dieses Verbots der Kollektivausweisung jedenfalls dann als illegal zu bewerten, wenn es für die Betreffenden keine Möglichkeit gab, sonst legal einen Asylantrag zu stellen. Allerdings ist auch das Verhalten der Einreisenden zu berücksichtigen: So liegt kein Verstoß gegen das Verbot der Kollektivausweisung vor, wenn die Personen nicht auf legalem Wege eingereist sind, sondern sich der schieren Masse an Menschen bedient haben, um den Grenzübertritt gewaltsam zu erzwingen. In einem solchen Fall kann eine Einzelfallprüfung nicht vorgenommen werden und eine kollektive Zurückweisung ist zulässig.
In der Europäischen Union regelt die Dublin III Verordnung, welcher Mitgliedsstaat für die Bearbeitung von Asylanträgen zuständig ist. Eine Ausweisung in diesen Staat ist daher nach europäischem Recht geboten, wenn nicht höherrangiges Recht dem entgegensteht.

## Fallberichte (2017, 2020–2023)
Bereits im Jahr 2017 beklagte die Menschenrechtsorganisationen Pro Asyl regelmäßig Push-Backs an den EU-Außengrenzen.
Im Zuge einiger als „Grenzschutzmaßnahmen“ ausgewiesener Vorfälle in der Ägäis wurden von der griechischen Küstenwache Boote mit Migranten von der griechischen Küste in Richtung Türkei gedrängt bzw. mit Seilen weggezogen. Dabei wurden Außenbordmotoren von Schlauchbooten beschädigt, um die Schiffe manövrierunfähig zu machen. Zudem wurden Migranten mit Waffen bedroht. Die Europäischen Grenzschutzagentur Frontex war in einigen Fällen in die Vorkommnisse verwickelt, ohne diese zu verhindern. Von März 2020 bis April 2021 hat die griechische Küstenwache bei Frontex-Einsätzen 132 Flüchtlingsboote in türkische Gewässer zurückgebracht.
Der kroatischen Polizei wurden Push-Backs an der bosnisch-kroatischen Grenze vorgeworfen. Auf Videos war mehrfach zu sehen, wie Flüchtlinge beim Versuch, nach Kroatien zu gelangen, geschlagen und zurückgedrängt wurden. Das kroatische Innenministerium bestreitet dies und warf NGOs vor, sie wollten die Republik Kroatien diskreditieren und die Tatsache anzweifeln, dass Kroatien das Recht habe, seine Grenzen zu schützen. Mit dieser Argumentation hatten kroatischen Behörden auch auf frühere Gewaltvorwürfe reagiert.
Das Zurückschleppen von Libanesen, die sich nach dem wirtschaftlichen Zusammenbruch ihres Landes nach der Explosionskatastrophe in Beirut 2020 mit Booten über Zypern Zutritt zur EU verschaffen wollten, wurde – trotz zwischenstaatlicher Vereinbarungen zwischen Zypern und der Regierung des Libanon – durch die Europäische Union verboten.
Im Jahr 2021 wurden systematische unter massiver Gewaltanwendung vorgenommene Push-backs durch kroatische und griechische Grenzbeamte dokumentiert. Misshandlungen fanden auch in der Form statt, dass Flüchtlinge in Rettungsflößen auf dem Meer ausgesetzt wurden. Diese Pushbacks wurden teilweise von vermummten Polizisten in Zivilkleidung vorgenommen. Im Juli 2021 verurteilte der Europäische Gerichtshof für Menschenrechte (EGMR) den Pushback eines türkischen Journalisten, der 2016 nach Bulgarien geflohen und innerhalb von 24 Stunden zurück an die Türkei übergeben worden war. Dem Journalisten wurden 15.000 Euro Schadenersatz zugesprochen.
Während der Migrationskrise an der Grenze zwischen Belarus und der Europäischen Union führten polnische Grenzbeamte Flüchtlinge, die die Grenze übertreten hatten, auf die belarussische Seite zurück.
Ein Ende Juni 2022 veröffentlichter Beitrag gemeinsamer Recherchen von Report München mit dem gemeinnützigen Recherchebüro Lighthouse Reports, dem Spiegel, der französischen Le Monde und dem britischen Guardian hat den Titel „Griechenland benutzt offenbar Flüchtlinge für illegale Pushbacks“. Im selben Jahr wurde bekannt, dass die bulgarische Grenzpolizei für einen längeren Zeitraum systematische Pushbacks von Bulgarien in die Türkei organisiert hatte. Im Jahr 2023 berichteten Medien anhand von Videoaufnahmen Flüchtlinge, dass Flüchtlinge am 11. April 2023 von der Insel Lesbos entführt, mit einem Schiff der griechischen Küstenwache an die Seegrenze zur Türkei abtransportiert und dort in einem Life Boat ausgesetzt wurden. Im selben Jahr äußerte der Frontex-Grundrechtsbeauftragte Jonas Grimheden gegenüber Frontexdirektor Hans Leijtens seine Bedenken in Bezug auf Push-Backs, die von der bulgarischen Grenzpolizei durchgeführt werden.
Das Border Violence Monitoring Project, bestehend aus 14 europäischen Organisationen, sammelte auf seiner Website borderviolence.eu bis Mitte 2023 mehr als 25.000 Fälle von Gewalt an den Außengrenzen der EU. Eine zentrale Rolle für deren Dokumentation spielen demnach Handy-Aufzeichnungen der Flüchtenden. Zur Vertuschung ihrer Gewalttaten würden die Grenzbeamten systematisch die Handys der Flüchtenden zerstören.

## Untersuchungen
Kurz nachdem Mitte Januar 2021 Ermittlungen des Europäischen Amtes für Betrugsbekämpfung (OLAF) gegen Frontex wegen Belästigung, Fehlverhalten und Migranten-Pushbacks bekannt geworden waren, gründete das Europäische Parlament am 29. Januar 2021 die Arbeitsgruppe Frontex Scrutiny Working Group (FSWG). Die FSWG soll ähnlich einem Untersuchungsausschuss Informationen dazu sammeln, ob Frontex Grundrechte einhält, sowie zum internen Prozedere beim Umgang mit Beschwerden. Parallel zur Initiative des Parlaments hat die EU-Bürgerbeauftragte Emily O’Reilly die Arbeit an einem Bericht zum Umgang von Frontex mit Grundrechtsbeschwerden aufgenommen.
Weil Staaten an den EU-Außengrenzen die Einreise von Ausländern vielfach nicht erlauben wollen, versuchen diese notfalls mit Gewalt ihre Einreise zu erzwingen oder auf unüblichem Weg einzureisen. In einem 2023 veröffentlichten Flüchtlingsbericht des Europarats untersuchte das Anti-Folter-Komitee des Europarats die Praxis von Staaten, diese illegalen und teilweise gewaltsamen Einreisen zu verhindern oder sofort rückgängig zu machen. Er kam zu dem Schluss, dass die eingesetzten staatlichen Zwangsmaßnahmen teilweise unverhältnismäßig seien und befand, dass solch Einreisende häufig Misshandlungen ausgesetzt seien. Nach Ansicht des Europarates müssen Staaten jedem Ausländer die Einreise erlauben und die Möglichkeit gewähren, seinen Asylantrag prüfen zu lassen.